# يو يانغ (لاعبة كرة الريشة)
يو يانغ (بالصينية: 于洋) هي لاعبة كرة الريشة صينية، ولدت في 7 أبريل 1986 في هايتشنغ في الصين.

## وصلات خارجية
- يو يانغ على موقع BWF.tournamentsoftware.com (الإنجليزية)
- يو يانغ على موقع BWFbadminton.com (الإنجليزية)
- يو يانغ على موقع اللجنة الأولمبية الدولية (الإنجليزية)
- يو يانغ على موقع أوليمبيديا (الإنجليزية)